# Aduard
Aduard (en groningois : Auwerd) est un village de la commune néerlandaise de Westerkwartier, situé dans la province de Groningue. 

## Géographie
Le village est situé à 5 km au nord-ouest de Groningue.

## Histoire
L'abbaye cistercienne d'Aduard est fondée en 1192. Elle est au XVe siècle, un foyer de l'humanisme où se rencontraient des érudits comme Wessel Gansfort et Rudolph Agricola. Elle est supprimée par les protestants en 1575. Il n'en reste qu'un bâtiment appelé Abdijkerk (« église abbatiale »), qui serait en fait l'ancienne infirmerie du monastère.
Aduard est une commune indépendante avant le 1er janvier 1990, date à laquelle elle est rattachée à celle de Zuidhorn. Le 1er janvier 2019, celle-ci est à son tour rattachée à la nouvelle commune de Westerkwartier.

## Démographie
En 2021, Aduard compte 1 995 habitants.